# Edoardo Goldaniga
Edoardo Goldaniga, né le 2 novembre 1993 à Milan, en Lombardie, est un footballeur italien évoluant au poste de défenseur à Côme 1907.

## Biographie

### En club
Né à Milan, Goldaniga commence sa carrière au centre de formation de l'AS Pizzighettone ; club avec lequel il fait ses premiers pas en professionnel en Série D à partir de 2010.
À l'été 2012, repéré par les directeurs sportifs Luca Cattani et Giorgio Perinetti (it), Goldaniga signe au Palerme FC.
En août 2013, il est prêté au AC Pise 1909 pour l'intégralité de la saison 2013-2014. Au cours de cette saison, il attire l'attention de la Juventus qui acquiert 50% de ses droits de transfert. Lors de la saison 2014-2015, il est prêté à l'AC Pérouse.
En mai 2015, dans le cadre du transfert de Paulo Dybala, alors joueur du Palerme FC, vers la Juventus, le club sicilien récupère l'intégralité des droits sur Goldaniga,.
De retour au sein de l'effectif palermitain, il marque son premier but en Série A le 22 novembre 2015 lors d'une rencontre face au SS Lazio. Par la suite, il brille notamment le 12 décembre 2015 lorsqu'il inscrit un but à la cinquième minute dans un match qui voit Palerme s'imposer 4-1 face à Frosinone.
Le 29 juillet 2017, Goldaniga s'engage officiellement avec l'US Sassuolo. Souffrant d'une hernie inguinale, ce n'est que le 29 novembre qu'il fait ses débuts sous le maillot vert et noir. Il marque son premier but au sein du club le 10 décembre 2017 face au FC Crotone.
Le 15 juillet 2018, il est prêté au Frosinone Calcio pour l'intégralité de la saison à venir.
Le 2 septembre 2019, toujours sous contrat avec Sassuolo, il est prêté jusqu'à la fin de la saison au Genoa CFC. Le 16 septembre 2020, le prêt est renouvelé pour une deuxième saison,.

### En équipe nationale
Goldaniga joue cinq rencontres au sein de la sélection italienne des moins de 20 ans.
Le 4 juin 2014, il reçoit sa première sélection en espoirs face au Monténégro. Il reçoit seulement deux sélections avec les espoirs.

## Vie privée
Son père, Andrea, décède tragiquement le 19 février 2016 lorsque sa voiture percute un camion aux abords de Soncino. Il était âgé de 58 ans.